# Суаре, Шейк
Шейк Суаре́ (фр. Cheick Souaré; родился 3 сентября 2002, Аррас, Франция) — французский футболист гвинейского происхождения, полузащитник чешского клуба «Вишков», на правах аренды выступающий за пльзеньскую «Викторию».

## Футбольная карьера
Шейк — уроженец города Аррас, который находится в регионе О-де-Франс, округ Аррас. Начинал заниматься футболом в семь лет в команде «Мартиг». Транзитом через «Истр», попал в академию марсельского «Олимпика». В июне 2020 года подписал с клубом первый профессиональный контракт.
Во вторую команду «Олимпика» попал в сезоне 2019/2020. Дебютировал за неё 19 октября 2019 в матче против своей первой детской команды - «Мартига». 15 февраля 2020 год в поединке против «Жюра Сюд Фут». Всего в дебютном сезоне провёл 3 встречи, забил 1 мяч. В сезоне 2020/2021 Суаре также сыграл за вторую команду Олимпика пять встреч.
В феврале 2021 года, после нескольких неудачных матчей клуба и увольнения Андре Виллаш-Боаша с поста главного тренера, был впервые вызван в основную команду. 3 февраля 2021 года Суаре дебютировал в Лиге 1 в поединке против «Ланса», выйдя на поле на замену на 81-й минуте вместо Бубакара Камара.
Также Шейк Суаре провёл 4 встречи за сборную Франции среди юношей до 16 лет.